# غل تبة حسن أباد
غل‌ تبة حسن‌ أباد هي قرية في مقاطعة ميانة، إيران. عدد سكان هذه القرية هو 275 في سنة 2006.